# Procesul alb
Procesul alb este un film românesc din 1965 regizat de Iulian Mihu. Rolurile principale au fost interpretate de actorii Iurie Darie, Marga Barbu, Gina Patrichi.

## Distribuție
Distribuția filmului este alcătuită din:
- György Kovács — Colonelul
- Jean Constantin — Gică Hau Hau
- Lica Gheorghiu — Tina
- Flavia Buref
- Marga Barbu — Marta
- Iurie Darie — Matei
- Gheorghe Dinică — Dumitrana
- Gina Patrichi — Ana Maria
- Gheorghe Cozorici — Niculescu
- Aurel Rogalschi
- Neli Nicolau-Ștefănescu
- Colea Răutu
- Stamate Popescu
- Toma Caragiu — Ciripoi
- George Constantin — Mastacan
- Vasile Florescu — Impresarul
- Draga Olteanu-Matei

## Primire
Filmul a fost vizionat de 2.236.425 de spectatori în cinematografele din România, după cum atestă o situație a numărului de spectatori înregistrat de filmele românești de la data premierei și până la data de 31 decembrie 2014 alcătuită de Centrul Național al Cinematografiei.